# Henri Louis Duhamel du Monceau
Henri Louis Duhamel du Monceau (ur. 20 lipca 1700 r. w Paryżu, zm. 13 sierpnia 1782 r. tamże) – francuski inżynier i botanik.
Opublikował prawie dziewięćdziesiąt książek. Między innymi:
- Traité des arbres et arbustes qui se cultivent en France (1755),
- Les éléments de l'architecture navale,
- Traité géneral des pêches maritimes et fluviatiles,
- Éléments d'agriculture,
- La Physique des arbres (1758),
- Traité des semis et plantations des arbres et de leur culture (1760),
- Histoire d'un insecte qui devore les grains de l'Angoumois
- Traité de l’exploitation des bois (1764),
- Traité des arbres fruitiers,
- Traité du transport des bois et de leur conservation (1767).